# Венец Цонев
Венец Стефанов Цонев е български, учен, икономист, статистик и социолог.

## Биография
Венец Цонев е доцент по статистика от 1954 г. и професор от 1964 г. във ВИИ „Карл Маркс“. През 1970 г. напуска доброволно института, поради политическото му оклеветяване.
Научните области, в които работи са статистиката и социологията.

## Статии
- „Elementary Index Number Theory as a Safe Foundation of a System of National Accounts“. – сп. Статистика, 2008, бр. 4[1] (мъртъв линк)
- „Проф. Д. Мишайков като теоретик в областта на статистиката“. – сп. Икономическа мисъл, 8-9/1994, 131-139